# Alfred Martens
Alfred Martens (* 2. Juli 1881 in Borken; † 27. August 1920 in Hooksiel) war ein deutscher Architekt.

## Leben
Als Architekt trat Alfred Martens in der späten Gründerzeit des Deutschen Kaiserreichs in Erscheinung, als 1910 unter seiner Leitung im Stadtbauamt der seinerzeit selbständigen Industriestadt Linden vor Hannover eine städtische Hochbauabteilung entstand. Spätestens 1911 war Martens auch Regierungsbaumeister.
Am Ersten Weltkrieg nahm Martens als Offizier, zuletzt mit dem Grad eines Hauptmanns d. L., teil und wurde dabei körperlich und seelisch schwer verwundet.
Martens war Mitglied des Architekten- und Ingenieur-Vereins Hannover und wurde zu dessen stellvertretendem Vorsitzenden gewählt. Zu Beginn der Weimarer Republik entwickelte er als Leiter des Lindener Stadtbauamtes gemeinsam mit dem Leiter des Lindener Baupolizeiamtes Richard Behrens im Frühjahr 1919 einen Bebauungsplan für eine Flachbausiedlung in Ricklingen. Die Siedlung im Ricklinger „Gredelfeld“, die „Siedlung Gredelfeld“, wurde jedoch in der Hauptsache durch den Magistrats-Baurat Mertens gegründet.
Im Sommer 1920 suchte Martens Erholung von seinen noch nachwirkenden Verwundungen aus dem Weltkrieg in dem an der Küste der Nordsee gelegenen Badeort Hooksiel. Dort erlag er am 27. August des Jahres beim Baden einem Herzschlag.

## Martensplatz
Der im Todesjahr von Alfred Martens angelegte Platz im heutigen Stadtteil Oberricklingen, dessen Verkehrsweg von der Menzelstraße zum Schwedenpfad führt, wurde bei seiner Anlage im Jahr 1920 Martensplatz benannt zu Ehren des Magistrats-Baurats.